# Никола Милинковић
Никола Милинковић (Сански Мост, 19. март 1968) је српски и југословенски фудбалер у пензији који је играо на позицији везног играча.

## Биографија
Отац је Сергеја Милинковић Савић и Вање Милинковић Савић, који су српски фудбалски репрезентативци и Јане Милинковић Савић, кошаркашице. Његова супруга Милана Савић је такође бивша кошаркашица. 
Рођен је у Санском Мосту, тада у саставу Југославије, почео је да игра за локални Раднички Здена.  Непосредно пре почетка рата у Босни и Херцеговини, Милинковић се преселио у Србију и играо за ФК Бечеј, шпанску Љеиду, Алмерију и Оренсе, португалске Чавес и Алверку и аустријске ФК ГАК и АСК Швадорф.  Каријеру је завршио у аустријском нижелигашу УСВ Маркт Хартмансдорф. 